# 萬際軒
萬際軒，湖北省安陸府潛江縣人，清朝政治人物。進士出身。
光緒二年（1876年），參加丙子恩科會試，得貢士第167名。殿試登進士2甲第104名。同年五月（6月3日），著分六部學習。